# Евдаев, Ноберт
Ноберт Евдаев (азерб. Nobert Yevdayev; 2 ноября 1929, Баку — 20 ноября 2022) — азербайджанский поэт, писатель, художник, журналист и автор ряда научных работ.

## Биография
Родился в 1929 году в городе Баку в семье горских евреев.
Окончил Институт иностранных языков и переехал в Москву, где получил второе высшее техническое образование, а затем трудился в должности технического советника в различных иностранных компаниях, работающих в СССР. В студенческие годы увлекался джазом и живописью, играл в джазовых коллективах, занимался историей западноевропейского искусства.
С 1956 года работал над переводами и публикациями в области современных технологий (автор нескольких книг и технического справочника).
В 1989 году переехал в США, где являлся председателем Фонда азербайджанского землячества (AZEM) — общества выходцев из Азербайджана, проживающих в США.
С 2003 года являлся учредителем и главным редактором газеты «Новый рубеж», издаваемой на русском и английском языках.
Организовал ряд мероприятий по пропаганде в Америке культуры Азербайджана. За океаном продолжал заниматься живописью и поэзией. Некоторые из его живописных работ находятся в частных коллекциях в России, США и Израиле. Член Союза художников и Объединения журналистов Азербайджана.
Скончался 20 ноября 2022 года.

## Творчество
В литературе
- «Судовые гидравлические краны» (технический справочник)
- 2008 — «David Burliuk in America: Essays on Biography»
- 2008 — «Давид Бурлюк в Америке». Издательство: Наука, 468 стр. ISBN 978-5-02-034468-6
- 2010 — «Бакинские ритмы», издательство «Мирвори», Израиль

## Награды
- Медаль «Прогресс»(13 марта 2006 года, Азербайджан) — за деятельность в области солидарности азербайджанцев мира[2]